# Alsike
Alsike – miejscowość (tätort) w Szwecji, w regionie administracyjnym (län) Uppsala, w gminie Knivsta.
Według danych Szwedzkiego Urzędu Statystycznego liczba ludności wyniosła: 3833 (31 grudnia 2015), 4933 (31 grudnia 2018) i 5001 (31 grudnia 2019).